# 綦戈
綦戈（1963年—），中國前男子乒乓球運動員。擅長右手橫拍、快攻弧圈打法。退役後轉任教練，曾指導過的著名球員包括秦志戬、张继科、江天一等。2014年起開始擔任臺灣桌球選手林昀儒的專職教練。

## 生平
綦戈1963年出生于山东省利津县，6歲時受家庭影響，開始接觸乒乓球。1976年底入选山东省乒乓球队，1987年全运会结束后，结束职业运动员生涯，並接任山东男一队教练。1991年6月，蔡振华被任命为中国男乒主教练，在重组教练队伍时，綦戈入选国乒男二队任教。
1994年底，綦戈被公派至日本任教。2000年9月返回中國，並於2001年1月至2003年任山东鲁能男队教练组副组长。
2004年，在山东鲁能任女一队主教练的綦戈被诊断为直肠恶性肿瘤中期，隨後經歷了一年半的治疗。之後綦向时任总教练尹霄提出返回鲁能執教的申请，尹霄先安排綦在二线，以便于身体的恢复。
2014年3月，因身体及年纪等因素，綦戈选择了病休；同年5月，赴臺灣宜蘭休养。在台休養期間，因好友柯维佳教练的引荐，開始擔任臺籍桌球選手林昀儒的專職教練。綦戈與林昀儒的師徒關係是從2014年5月開始，當時林13歲，林昀儒家中自費以每月約13萬台幣，請綦戈指導林昀儒，林昀儒已經過世的舅公，認為他有天份，也會幫忙每個月出好幾萬元，其餘的費用則靠林昀儒父母設法支付。